# Arthur Barnard
Arthur Barnard, född 10 mars 1929 i Seattle, Washington, död 1 maj 2018, var en amerikansk friidrottare.
Barnard blev olympisk bronsmedaljör på 110 meter häck vid sommarspelen 1952 i Helsingfors.